# Hipposideros stenotis
Hipposideros stenotis (Thomas, 1913) è un pipistrello della famiglia degli Ipposideridi endemico dell'Australia.

## Descrizione

### Dimensioni
Pipistrello di piccole dimensioni, con la lunghezza della testa e del corpo tra 40 e 46 mm, la lunghezza dell'avambraccio tra 42 e 46 mm, la lunghezza delle orecchie tra 17 e 21 mm e un peso fino a 6,4 g.

### Aspetto
Le parti dorsali sono marroni, mentre le parti ventrali sono leggermente più chiare. Le orecchie sono molto lunghe, strette, ricoperte di peli alla base e con una concavità molto accentuata sul bordo posteriore appena sotto l'estremità appuntita. La foglia nasale presenta una porzione anteriore con un incavo al centro del bordo inferiore e due fogliette supplementari su ogni lato, un setto nasale stretto, una porzione intermedia con una grossa protuberanza al centro, una porzione posteriore elevata, con il margine superiore semi-circolare sormontato da una proiezione verticale e con tre setti longitudinali che la dividono in quattro celle. La coda è lunga e si estende leggermente oltre l'ampio uropatagio. 

### Ecolocazione
Emette ultrasuoni ad alto ciclo di lavoro sotto forma di impulsi a frequenza costante di 102–106 kHz.

## Biologia

### Comportamento
Si rifugia singolarmente o in coppia all'interno di grotte superficiali, tra ammassi rocciosi e miniere abbandonate.

### Alimentazione
Si nutre di insetti catturati nella bassa vegetazione.

### Riproduzione
Danno alla luce un piccolo tra ottobre e gennaio.

## Distribuzione e habitat
Questa specie è diffusa nella parte settentrionale degli stati australiani dell'Australia occidentale e del Territorio del Nord, nella parte nord-occidentale del Queensland e su alcune isole costiere, incluse le Boulanger, Bathurst, Bongaree e Koolan.
Vive nelle foreste pluviali, nei boschi di eucalipto e nelle macchie di spinifex.

## Conservazione
La IUCN Red List, considerato il vasto areale e sebbene sia stato raccolto poche volte, classifica H.stenotis come specie a rischio minimo (Least Concern)).